# アシル・ヴァランシエンヌ

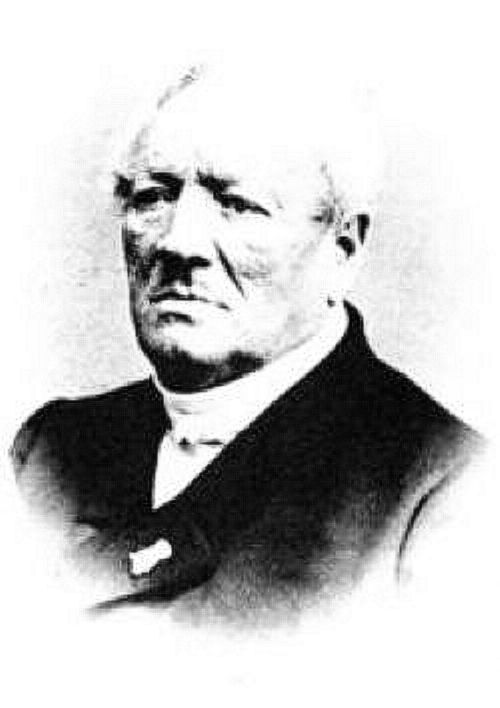
アシル・ヴァランシエンヌ

アシル・ヴァランシエンヌ（Achille Valenciennes、1794年8月9日 - 1865年4月13日）はフランスの動物学者。魚類を専門とした。

## 経歴
パリに生まれる。
ジョルジュ・キュヴィエのもとで学ぶ。人間体内の寄生虫の研究によって寄生虫学の発展に大いに寄与した。分類学も研究し、化石と現存生物の関係を明らかにした。
キュヴィエとの共著により25巻におよぶ大著『魚類の自然史』（『魚類誌』）Histoire naturelle des poissonsを刊行。1832年のキュヴィエ没後は単独で刊行を続けた（1828年-1848年）。
1844年、科学アカデミー会員に推挙された。同年から国立自然史博物館助手を務め、動物学を講じた。

## 『魚類誌』の図版

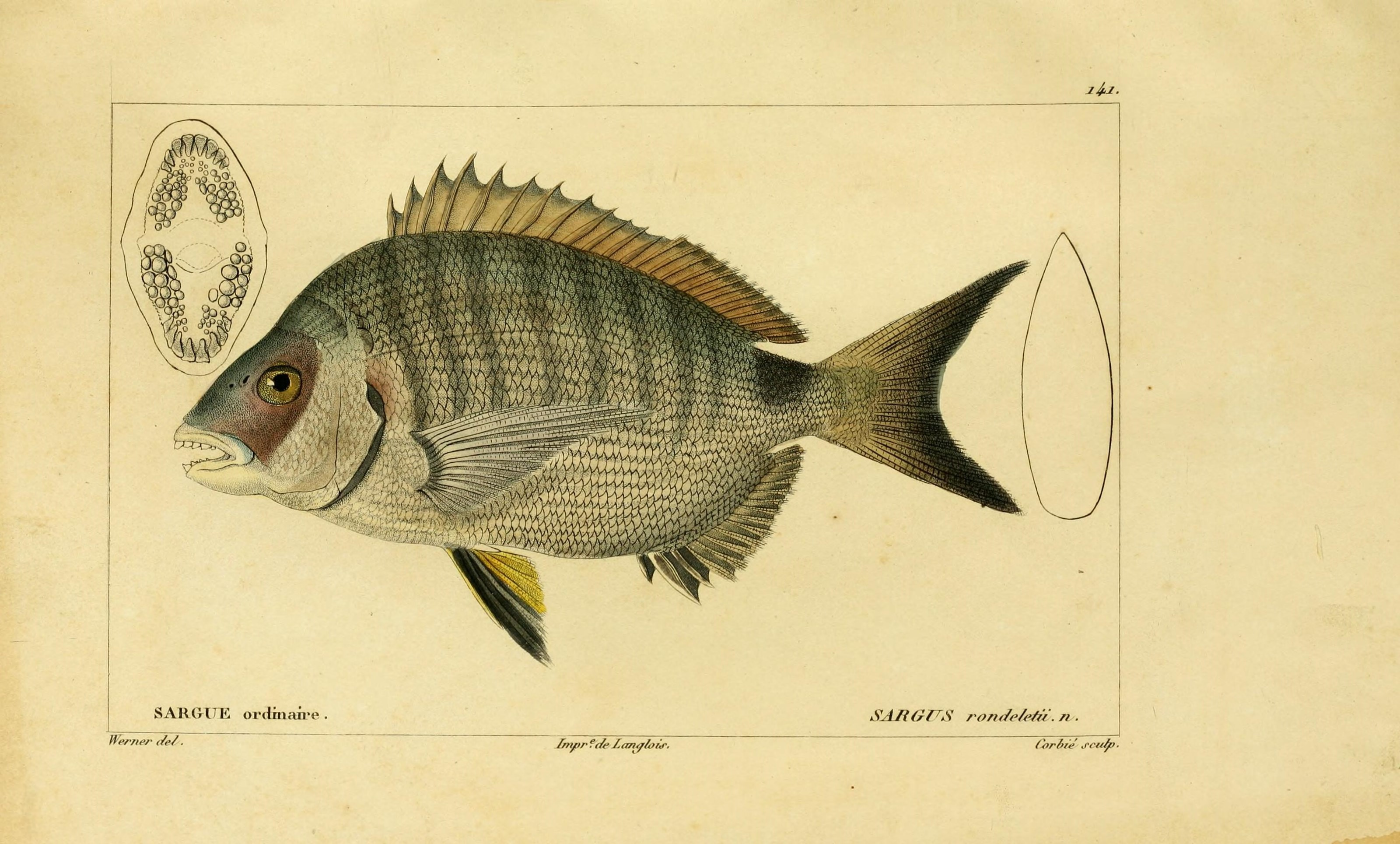
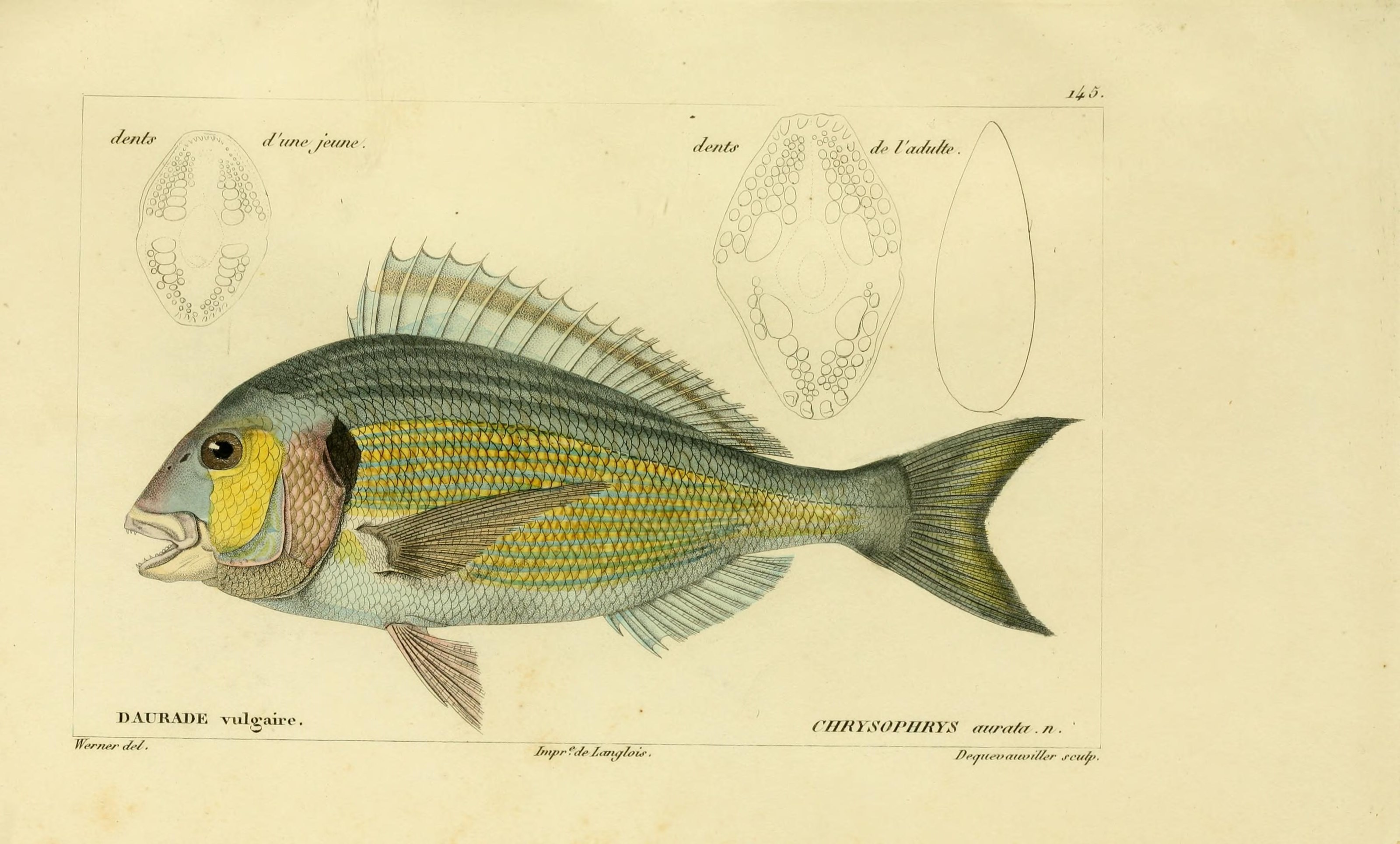
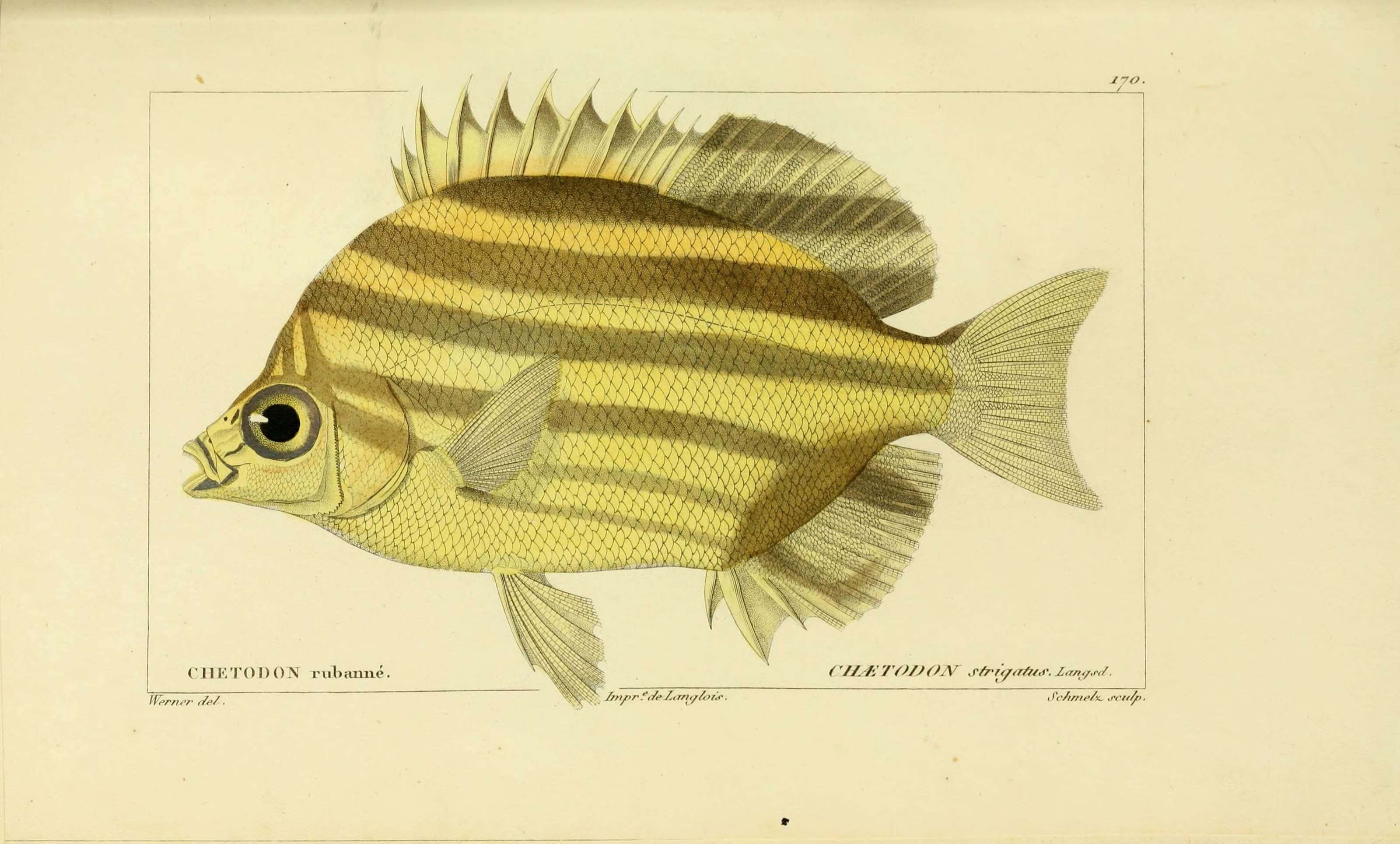
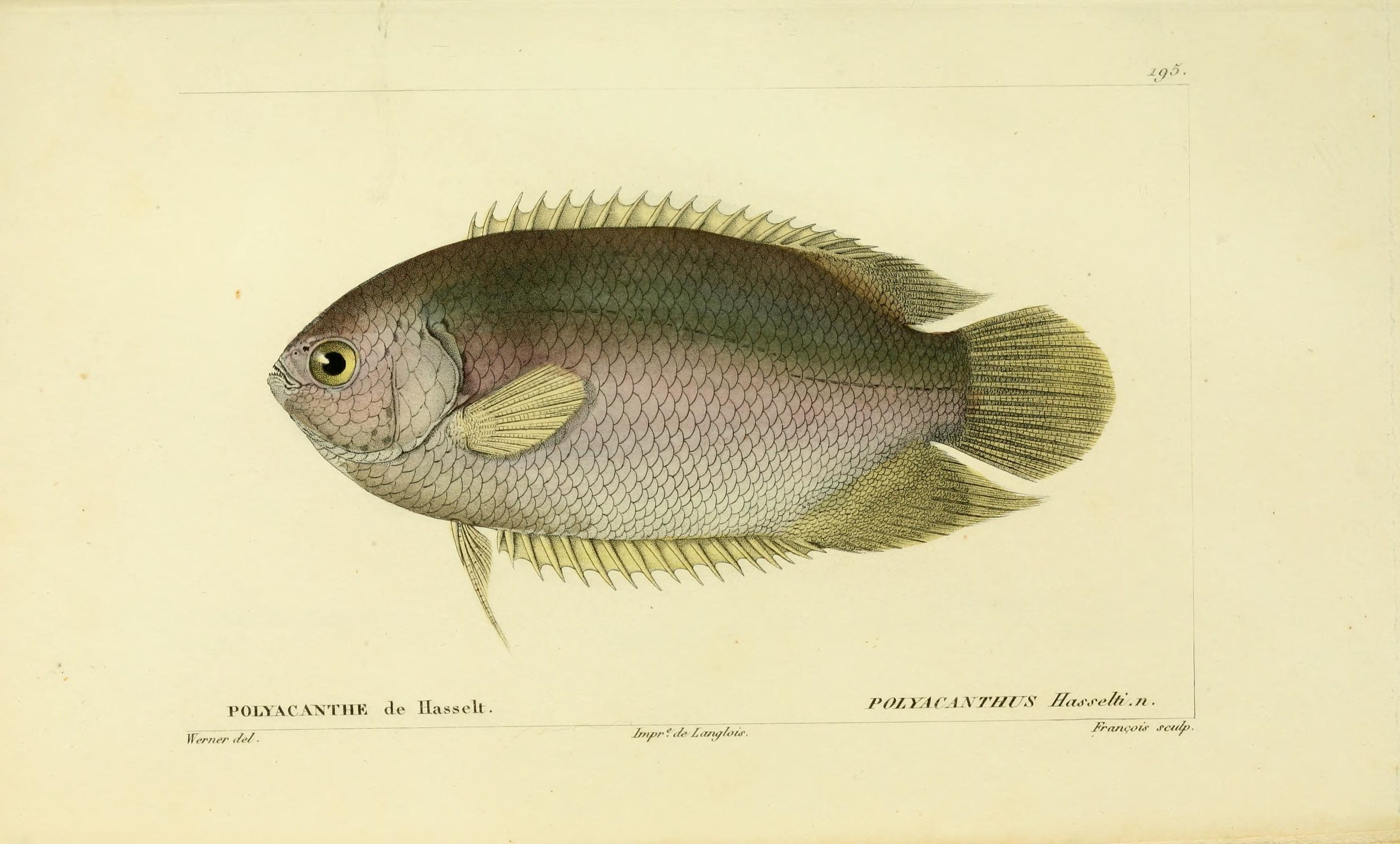
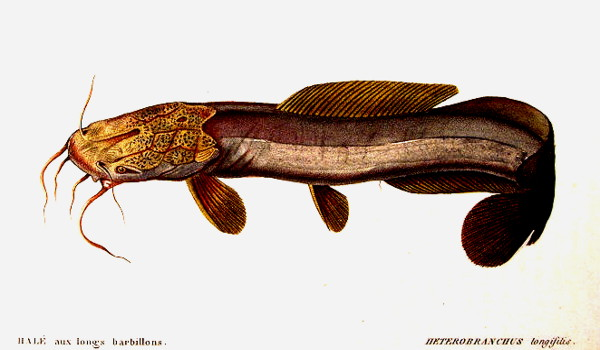